# Бардин, Геннадий Иванович
Бардин Геннадий Иванович (21 июня 1932, Тобольск — 1 марта 1998, Ханты-Мансийск) — советский и российский метеоролог, полярник, начальник 21-й Советской Антарктической экспедиции. Сотрудник Арктического и Антарктического научно-исследовательского института, заместитель директора по научной работе научно-исследовательского института обско-угорских народов (г. Ханты-Мансийск).

## Биография
Родился 21 июля 1932 года в городе Тобольске Тюменской области, в тюремной больнице Тобольского централа..
Мать – Бардина (Черноусова) Таисия Георгиевна 1908 года, русская, в то время учила заключенных грамоте. Потом всю жизнь жила одна, преподавая биологию и химию в средней школе. Умерла в 1960 году в г. Ханты-Мансийске.
Отец – Бардин Иван Иосифович 1907 года, ханты, с 5-ю классами работал зам. начальника тюрьмы; был зачислен на рабфак Свердловского Ком Вуза, который так и не окончил. Много лет работал сотрудником МВД Свердловской тюрьмы – в 1955 году был в звании старшины. Умер в Свердловске в 1964 году.
В 1940 году в Ханты-Мансийске поступил в первый класс, с 1941 по 1946 г.г. жил в с. Сургут, где окончил 6 классов, учился у А.С. Знаменского. Потом год жил в Шадринске Курганской области, а в 1947 г. вернулся в Ханты-Мансийск, где учился в 8-м классе.
В 1948 году за отличную учебы и как представитель коренных народов был направлен для дальнейшего продолжения учебы в Ленинград на подготовительное отделение народов Крайнего Севера в ГосУниверситета, которое через год было переведено в ЛенГосПедИнститут им. Герцена. В 1950 году окончил это отделение с серебряной медалью и поступил в Высшее Арктическое Морское Училище имени адмирала С. О. Макарова на гидрометеорологический факультет, которое окончил в 1955 году с отличием.
С 1955 по 1962 годы работал начальником бюро погоды на мысе Шмидта. В 1962—1965 годах работал в 8-й Советской Антарктической экспедиции в южно-полярной обсерватории Мирный. В 1964—1965 годах работал в Тиксинской Арктической обсерватории (Якутская АССР п. Тикси). С 1969 по 1971 год работал начальником аэрометеорологического отряда 15-й Советской Антарктической экспедиции в обсерватории Мирный, В 1972—1974 годах занимал должность начальника 18-й Советской Антарктической экспедиции на станции Беллинсгаузен. В 1975—1976 годах — начальник 21-й Советской Антарктической экспедиции. С 1986 по 1988 год — начальник антарктической станции Ленинградская 32 Советской Антарктической экспедиции. С 1988 по 1992 год — старший научный сотрудник отдела Советской Антарктической экспедиции ААНИИ.
В 1992 году занимал должность заместителя заведующего отдела информации товарищества «Дайджест 24 часа» г. Ленинград — Санкт-Петербург.
С 1992 по 1993 год — специалист-эксперт аппарата представителя Президента Российской Федерации в Ханты-Мансийском автономном округе.
С 13 апреля 1993 по 1995 год — заместитель директора Научно-исследовательского института возрождения обско-угорских народов.
С 1995 по 1998 год — научный сотрудник Научно-исследовательского института возрождения обско-угорских народов. Имеет ученую степень кандидата географических наук.
Бардин совместно с ректором Сургутского государственного университета Г. И. Назиным подготовил концепцию программы развития науки и высшего профессионального образования в Ханты-Мансийском автономном округе до 2005 года. Будучи автором около 150 научных и научно-публицистических статей, входил в состав редколлегии, научно-редакционного Совета Энциклопедии Ханты-Мансийского автономного округа. В этой Энциклопедии он был руководителем раздела «Природа. Природные ресурсы».
Награды: Орден Трудового Красного Знамени, медаль «250 лет Ленинграду», медаль «Ветеран труда», знак «Почётный полярник», знак «Отличник гидрометслужбы».

## Избранная библиография
- Бардин, Геннадий Иванович. От Чукотки до Антарктиды: Записки поляр. синоптика / Г. И. Бардин. — Сургут: СЕВ. ДОМ, 1993. — 224 с., [16] л. ил. — ISBN 5-8260-0199-2